# Guo Xi
Guo Xi (郭熙), född cirka 1020, död cirka 1090, var en kinesisk konstnär. Han var hovmålare åt Songkejsaren Song Shenzong. I ett av konstnärens mest kända verk, "Tidig vår", står de väldiga bergen i bjärt kontrast till de små människorna.

## Biografi
Guo Xi var verksam vid den kejserliga akademin i Kaifeng där han anlitades för att utsmycka palatset med landskapsmålningar. Han anspågs slutligen som den främste målaren i samtiden. Hans konst anslöt sig till Li Cheng och utgjorde kulmen för det stort gestaltade landskapsmåleri som växte fram under den fem dynastiernas tid och ännu dominerade i början av Songdynastin. På grundval av hans anteckningar och uttalanden sammanställde hans son en bok, i vilken detta måleri uttolkades.